# Museo Las Nubes Casa de Enrique Amorim
 (décembre 2022).
La mise en forme du texte ne suit pas les recommandations de Wikipédia : il faut le « wikifier ».
Les points d'amélioration suivants sont les cas les plus fréquents :
- Les titres sont pré-formatés par le logiciel. Ils ne sont ni en capitales, ni en gras.
- Le texte ne doit pas être écrit en capitales (les noms de famille non plus), ni en gras, ni en italique, ni en « petit »…
- Le gras n'est utilisé que pour surligner le titre de l'article dans l'introduction, une seule fois.
- L'italique est rarement utilisé : mots en langue étrangère, titres d'œuvres, noms de bateaux, etc.
- Les citations ne sont pas en italique mais en corps de texte normal. Elles sont entourées par des guillemets français : « et ».
- Les listes à puces sont à éviter, des paragraphes rédigés étant largement préférés. Les tableaux sont à réserver à la présentation de données structurées (résultats, etc.).
- Les appels de note de bas de page (petits chiffres en exposant, introduits par l'outil «  Source ») sont à placer entre la fin de phrase et le point final[comme ça].
- Les liens internes (vers d'autres articles de Wikipédia) sont à choisir avec parcimonie. Créez des liens vers des articles approfondissant le sujet. Les termes génériques sans rapport avec le sujet sont à éviter, ainsi que les répétitions de liens vers un même terme.
- Les liens externes sont à placer uniquement dans une section « Liens externes », à la fin de l'article. Ces liens sont à choisir avec parcimonie suivant les règles définies. Si un lien sert de source à l'article, son insertion dans le texte est à faire par les notes de bas de page.
- La présentation des références doit suivre les conventions bibliographiques. Il est recommandé d'utiliser les modèles {{Ouvrage}}, {{Chapitre}}, {{Article}}, {{Lien web}} et/ou {{Bibliographie}}. Le mode d'édition visuel peut mettre en forme automatiquement les références.
- Insérer une infobox (cadre d'informations à droite) n'est pas obligatoire pour parachever la mise en page.

Pour une aide détaillée, merci de consulter Aide:Wikification.
Si vous pensez que ces points ont été résolus, vous pouvez retirer ce bandeau et améliorer la mise en forme d'un autre article.
Le Museo Las Nubes Casa de Enrique Amorim (en français : Musée Les Nuages  Maison de Enrique Amorim)  est un espace muséographique dédié à l'écrivain Enrique Amorim et situé dans Salto, ville en Uruguay, et capitale du Département de Salto. Le Musée de la Maison Enrique  Amorim est à la fois un centre culturel et un musée qui est aménagé dans une  maison moderniste de l'écrivain natif de Salto.

## Situation
Le Museo Las Nubes  Casa  de  Enrique  Amorim est situé à deux kilomètres au nord-est de la place Artigas qui est la place principale  du centre-ville de Salto. Il fait partie du Barrio Benito Solari, où se trouve au sud-est le Parque Benito Solari, le plus grand parc urbain de Salto. À environ 500 mètres au nord-ouest se trouve le Museo Casa Quiroga, un musée dédié à l'écrivain Horacio Quiroga, lui aussi natif de Salto. Cet ensemble muséographique est longé par l'avenue Enrique Amorim.

## Présentation
Ce musée dépend de l'Intendance de Salto et du Ministère de l'Éducation et  de la Culture de l'Uruguay acquis depuis l'année 2011.
La propriété de l'écrivain Enrique Amorim comprend un vaste immeuble de conception moderniste et rationaliste dans le style caractéristique de Le Corbusier, construit vers 1930,, avec un escalier central par son accès sud, agrémenté d'une piscine, au milieu d'un parc arboré. Cet ensemble patrimonial remarquablement contemporain est devenu un musée municipal depuis 2011.
Le musée constitue à la fois un espace culturel, artistique et muséographique qui a été aménagé dans ce qui était  la  résidence principale de l'écrivain Enrique Amorim et de son épouse Esther Haedo.
Dans cet espace muséographique qui est un lieu très riche en œuvres d'art et d'architecture,  avec beaucoup d'histoires visuelles, notamment des photographies de l'écrivain en compagnie de Walt Disney, Francisco Espínola, Estefan Erzia et Federico García Lorca, les objets personnels de l'écrivain Enrique Amorim y sont exposés ainsi que  sa voiture, une Chrysler typique des années 1950. Cette résidence fut également un lieu de réception de nombreuses personnalités du monde littéraire dont Jorge Luis Borges et Nicolás Guillén.
Le bâtiment a été conçu selon les croquis de l'écrivain lui-même et a été  édifié entre 1929 et 1931. Il représente un remarquable exemple de l'architecture moderne, largement inspirée de l'œuvre de l'urbaniste Le Corbusier, qui, étant originaire de Suisse, explique l'appellation fantaisiste de "chalet" que lui avait attribué l'écrivain.
Le bâtiment a été déclaré Monument Historique National en juin 1973 avant d'avoir été acquis par l'intendance de Salto en 2011. Il figure parmi les 30 sites classés de la ville de Salto.

## Galerie

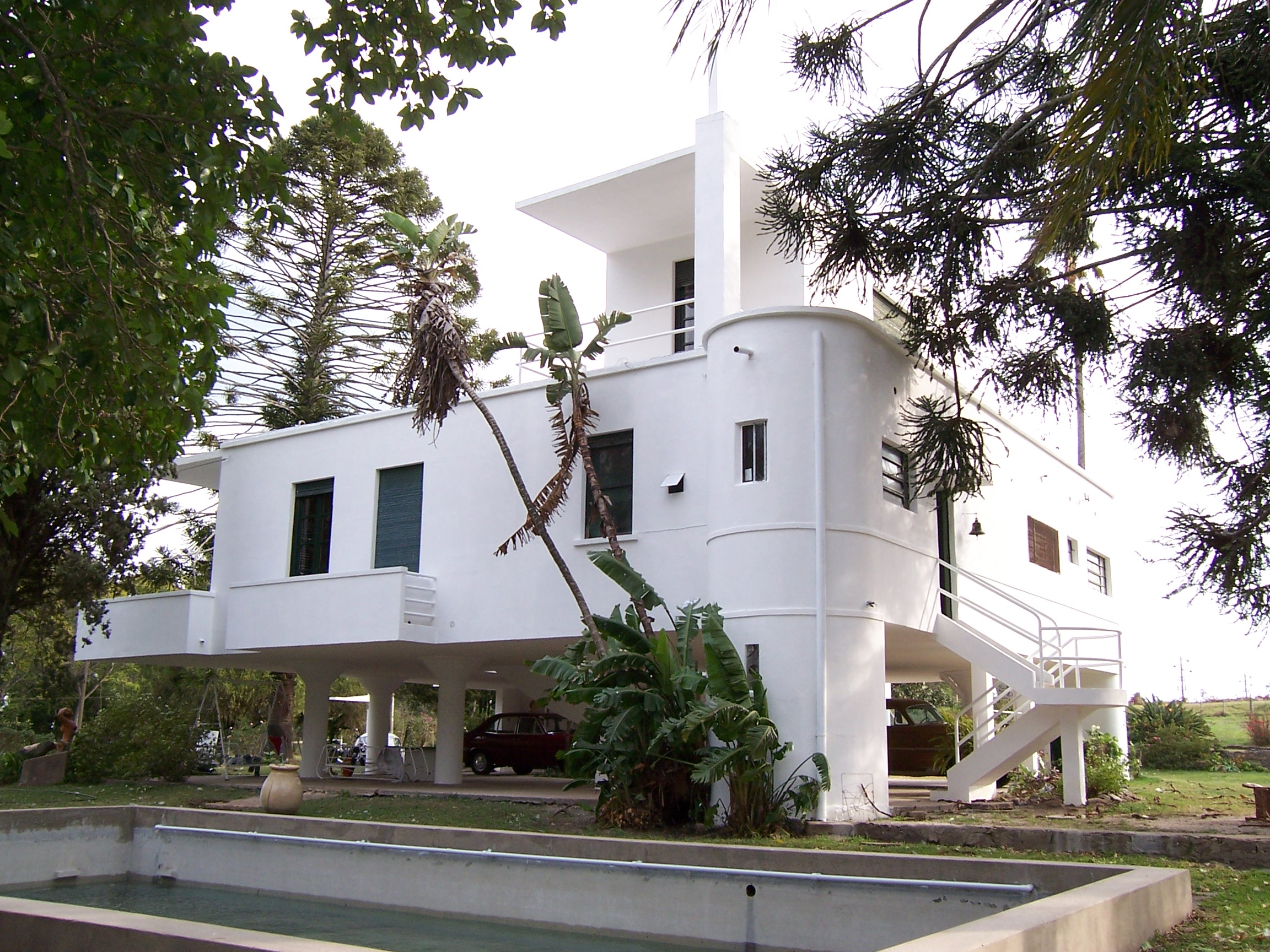
Façade Nord-Est du Chalet  Las  Nubes  et piscine.
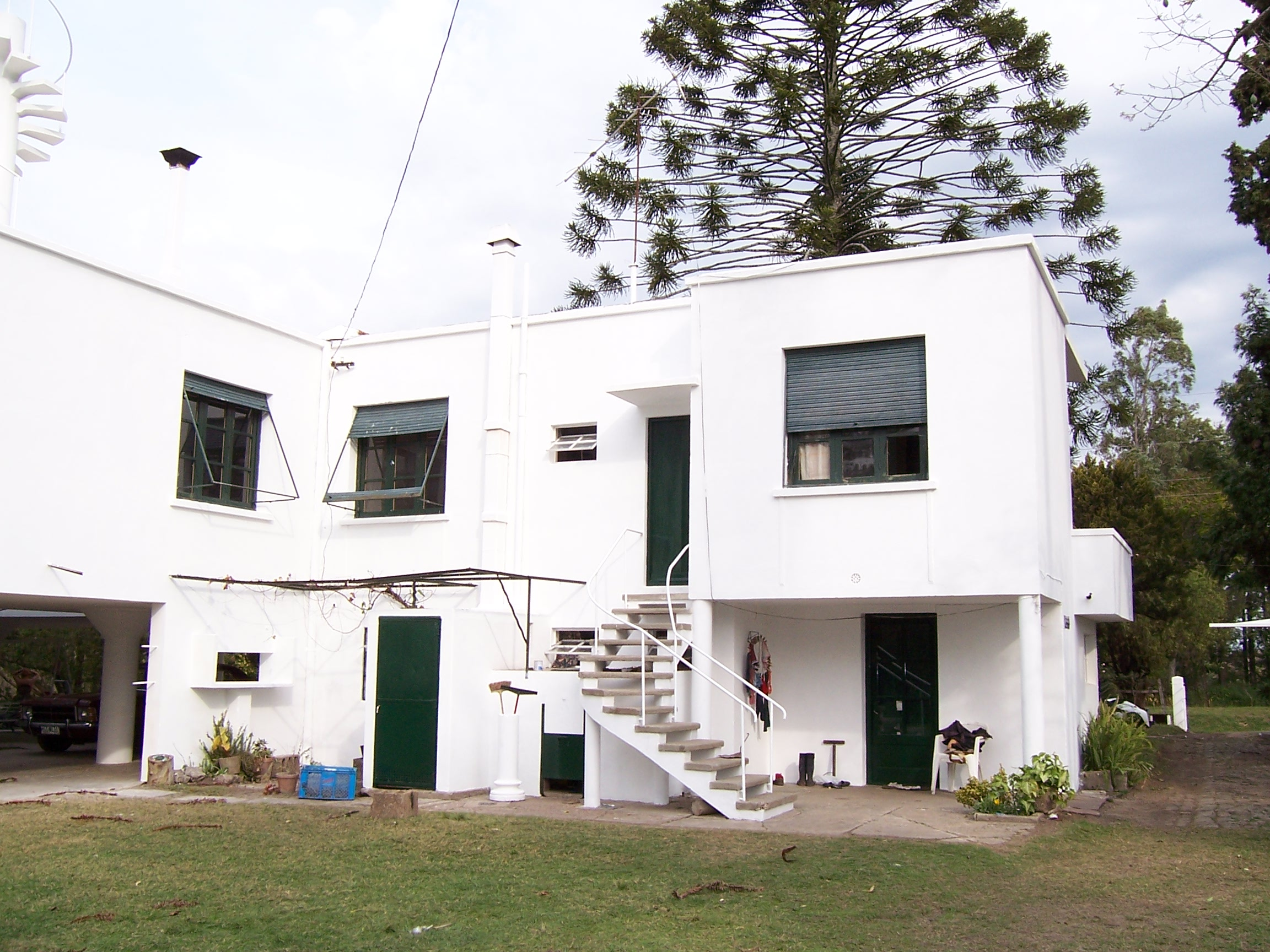
Angle Nord-Ouest du Chalet Las Nubes.
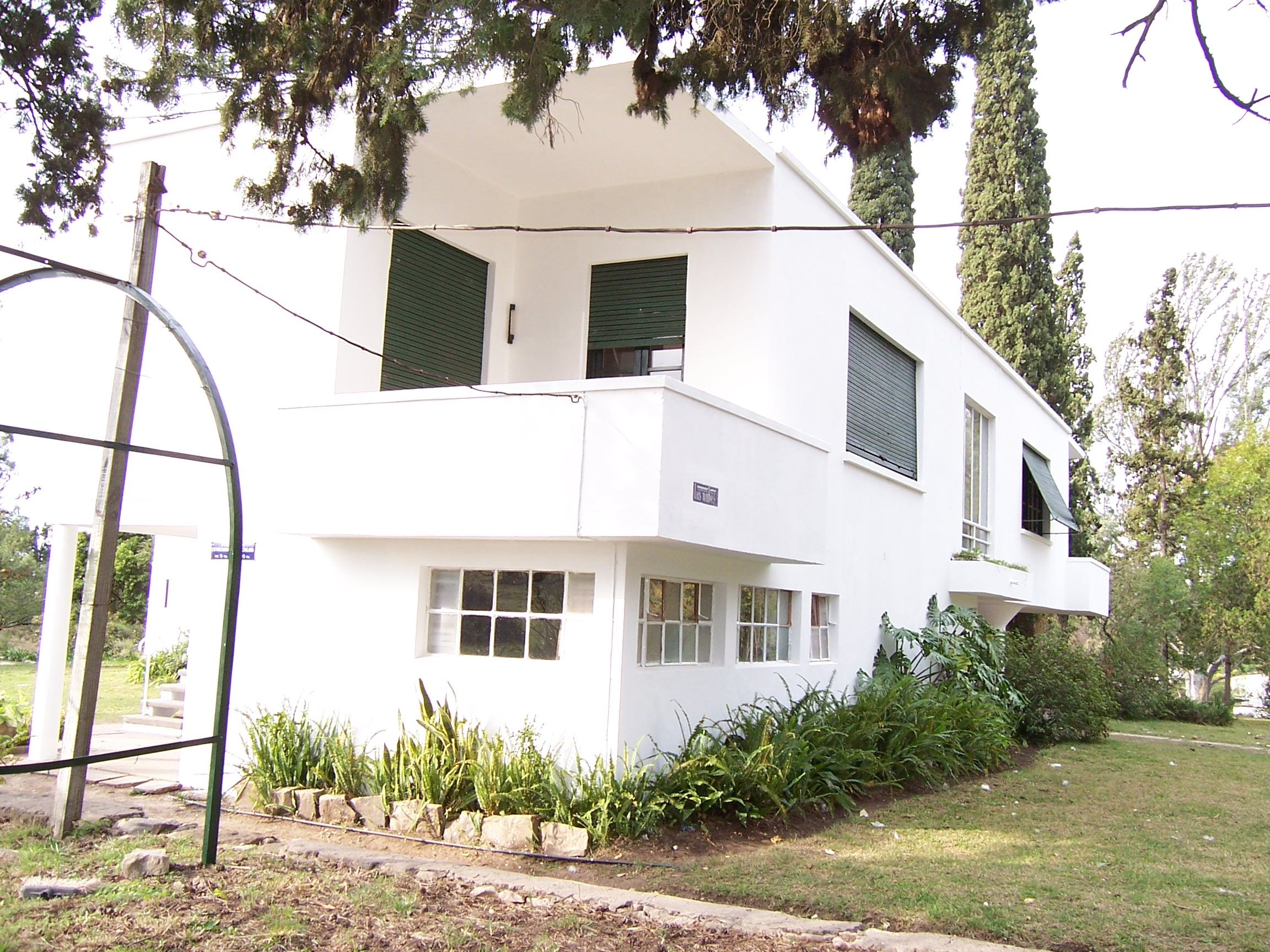
Angle Sud-Ouest du Chalet Las Nubes.
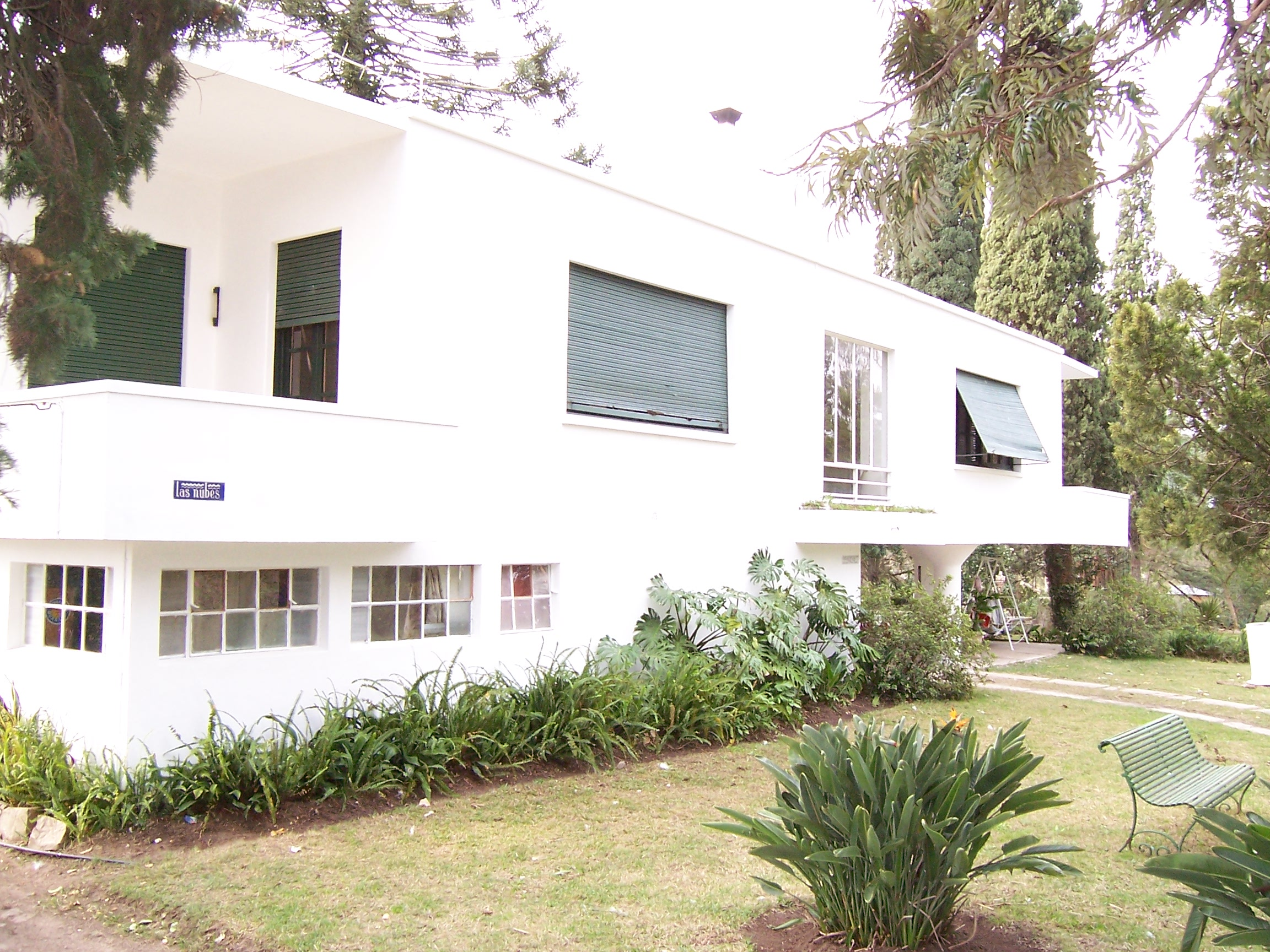
Façade  Sud du Chalet  Las  Nubes.
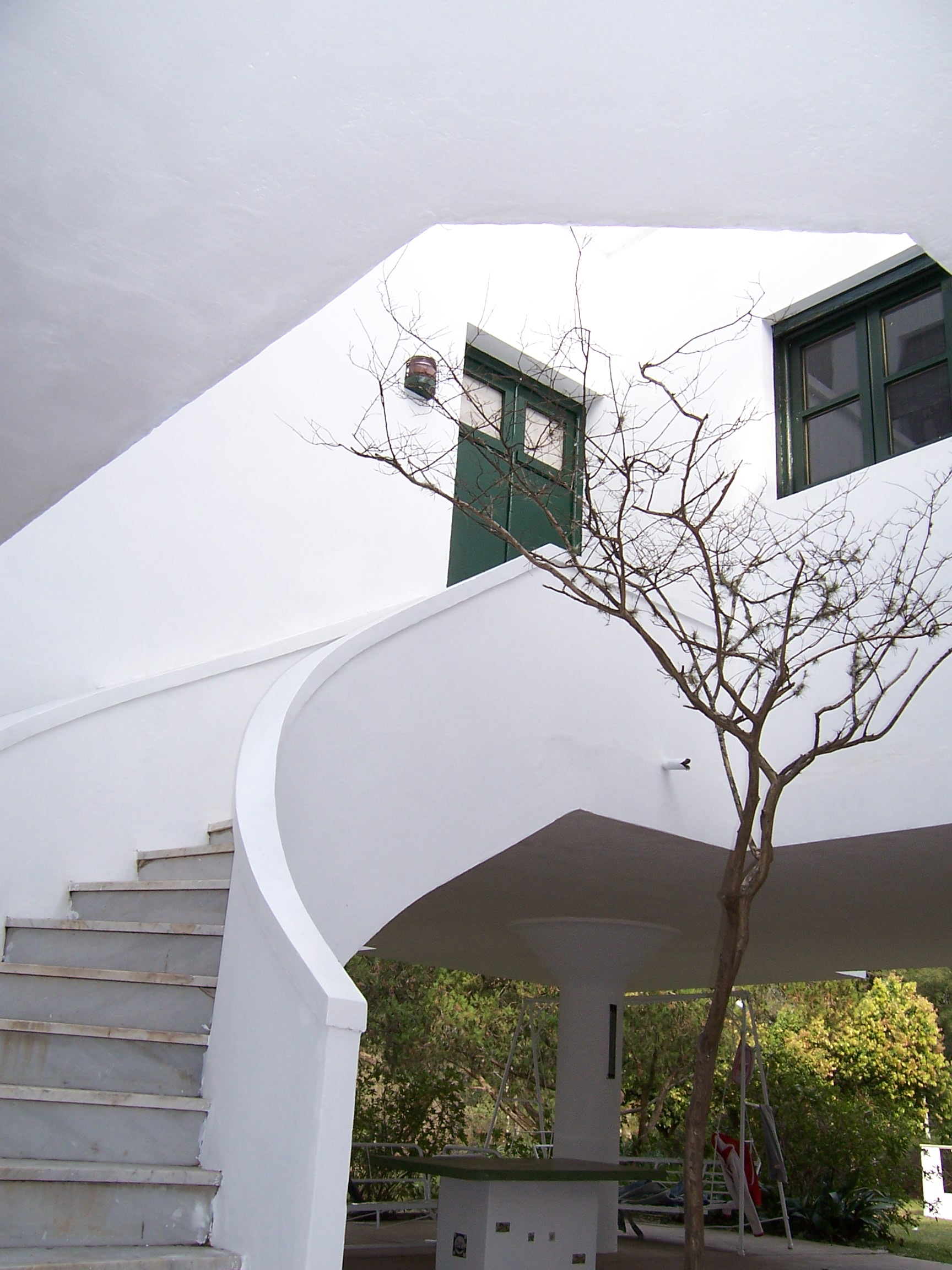
Escalier de l'accès principal du Chalet  Las  Nubes.
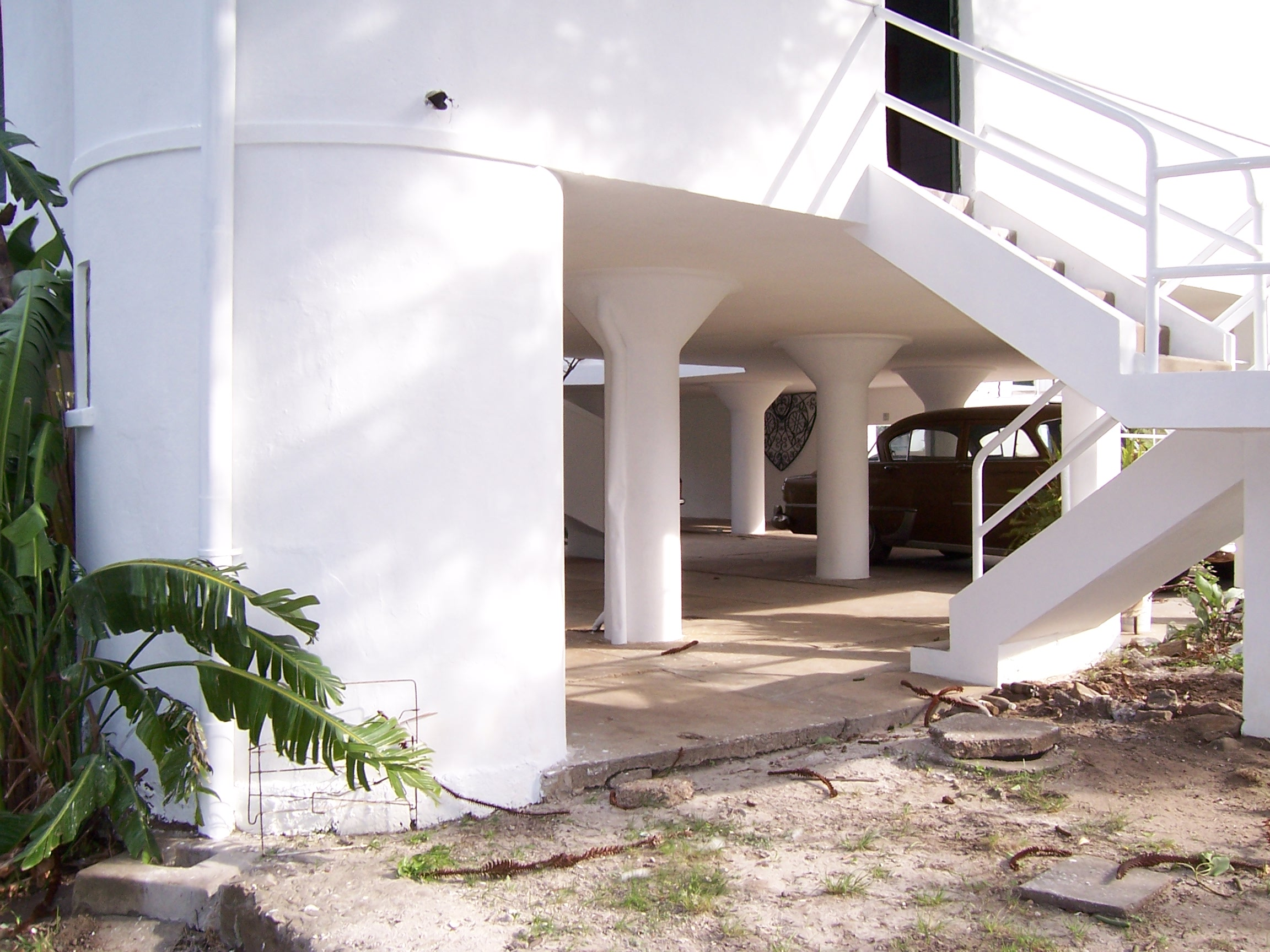
Escalier arrière du Chalet Las  Nubes.
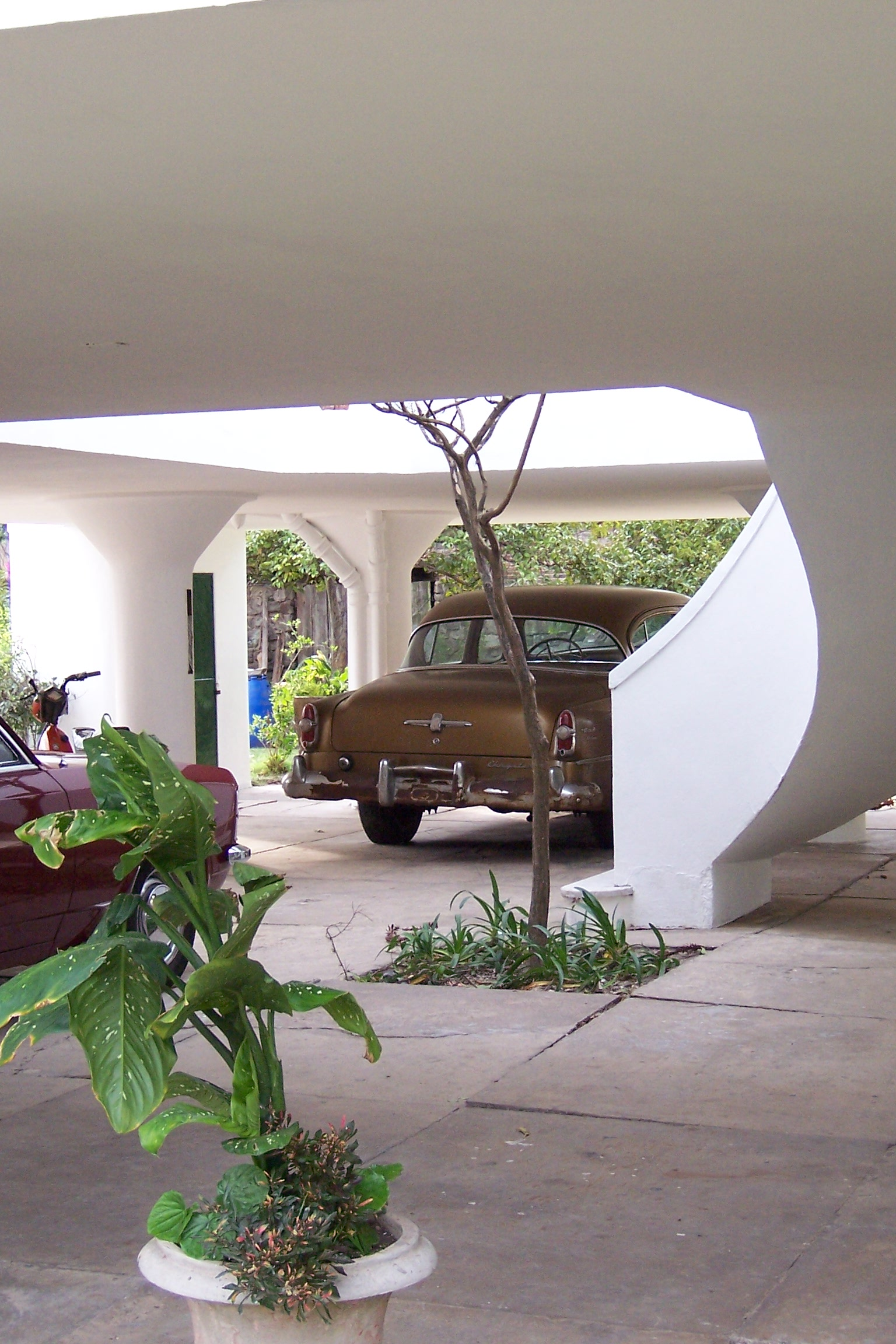
Patio central et la voiture Chrysler de l'écrivain Enrique  Amorim.